# Egri község
Egri község (románul: Comuna Agriș) község Szatmár megyében, Romániában. Központja Egri, hozzá tartozik Gombástanya.

## Népessége
A 2011-es népszámlálás adatai alapján a község népessége 2003 fő volt.

## Története
2004-ben vált ki Batiz községből és szervezték önálló községgé.